# Nusantara (archipel)
Pour les articles homonymes, voir Nusantara.
Ne doit pas être confondu avec Insulinde.

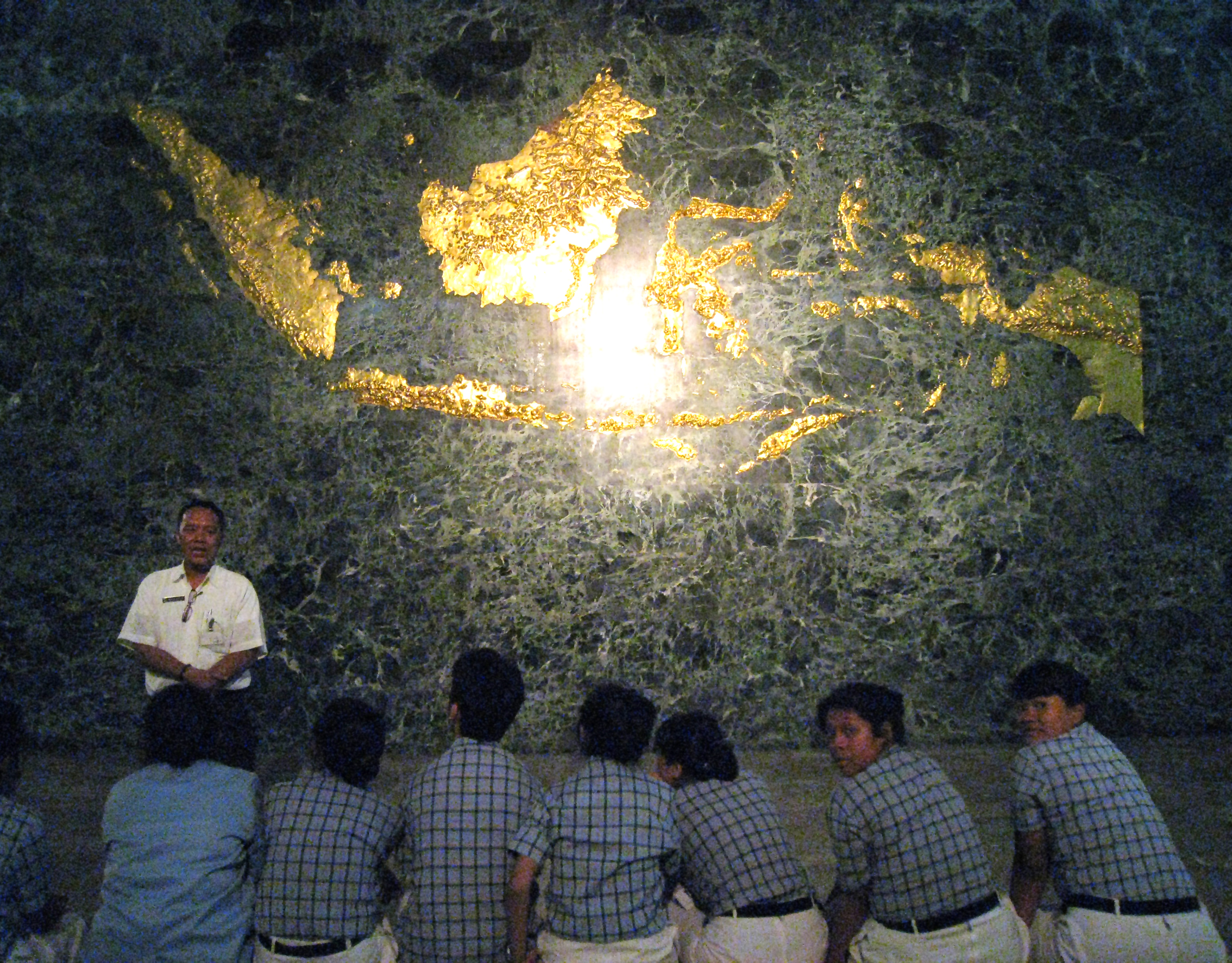
La carte dorée de Nusantara dans le hall de l'indépendance à Jakarta présentant les territoires de Sabah, de Sarawak, de Brunei et du Timor oriental inclus dans une Grande Indonésie envisagée par Soekarno si l'Indonésie réussissait à contrer l'initiative britannique de créer la Malaisie.

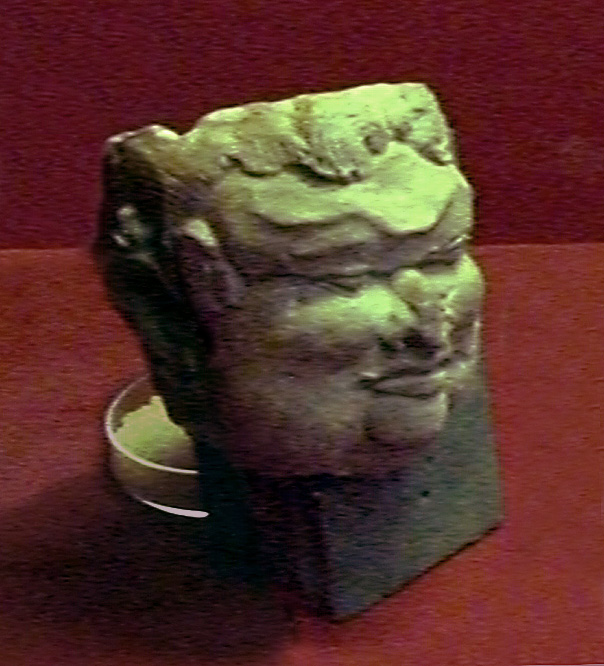
Figurine de terracotta trouvée à Trowulan, qu'on pense être un portrait de Gajah Mada.

Nusantara est le terme sous lequel les Indonésiens désignent leur archipel. En français, l'adjectif est « nusantarien ». Le terme désigne aussi l'actuelle région-capitale du pays, qui a remplacé Jakarta le 17 août 2024.

## Étymologie et terminologie
Ce nom vient du Pararaton, un poème épique javanais écrit au XVIe siècle, dans lequel il désigne « les autres îles [que Java] ». Ce poème  dit :
- « Sira Gajah Mada pepatih amungkubumi tan ayun amukita palapa, sira Gajah Mada : Lamun huwus kalah nusantara ingsun amukti palapa, lamun kalah ring Gurun, ring Seram, Tanjungpura, ring Haru, ring Pahang, Dompo, ring Bali, Sunda, Palembang, Tumasik, samana ingsun amukti palapa »

que l'on peut traduire par :
- « Gajah Mada, le premier ministre, dit qu'il ne goûtera aucune épice. Gajah Mada dit : Tant que je n'aurai pas unifié les îles de l'extérieur, je ne goûterai aucune épice. Avant que je ne conquière Gurun, Seram, Tanjungpura, Haru, Pahang, Dompo, Bali, Sunda, Palembang, Tumasik, je ne goûterai jamais aucune épice. »

Gajah Mada était le premier ministre du roi Hayam Wuruk de Majapahit dans l'est de l'île de Java (règne 1350-1389).
On remarque que le texte cite des toponymes dont plusieurs sont encore en usage de nos jours :
- Gurun, peut-être l'île de Gorong dans les Moluques ;
- Céram, une autre île des Moluques ;
- Tanjungpura, un ancien royaume de l'ouest de Kalimantan ;
- Haru, c'est-à-dire les îles Aru ;
- Pahang, un État de la Malaisie ;
- Dompo, c'est-à-dire Dompu, un kabupaten dans l'île de Sumbawa ;
- Bali ;
- Sunda, le pays qui constitue l'ouest de Java (la Sonde) ;
- Palembang, une ville du sud de Sumatra ;
- Tumasik, l'ancien nom de Singapour qu'on retrouve dans le nom du holding d'État Temasek.

Le mot nusantara est formé sur nusa, signifiant « île » dans de nombreuses langues de l'archipel (ainsi qu'en malgache, sous la forme nosy, prononcer « nousse »).  Les Indonésiens lui ont donné une nouvelle étymologie en expliquant que la deuxième partie du nom est antara, un mot d'origine sanskrite qui veut dire « entre », et que la signification de Nusantara est donc « inter-îles », c'est-à-dire « archipel ».
Peu après l'indépendance de la république d'Indonésie au début des années 1950, il fut adopté par les intellectuels et les érudits du monde malais en remplacement, d'abord de « malayo-polynésien » et ensuite d'« austronésien », utilisé par les auteurs occidentaux. D'emblée alors, le terme prit aussi une signification un peu plus étendue puisqu'il ne se contentait pas de désigner les langues mais aussi la civilisation. Par la suite, beaucoup ont même fini par l'utiliser également pour désigner les peuples ou les pays ainsi concernés.
Le terme nusantara (ou « nousantarien ») et ses dérivés est utilisé par certains spécialistes du monde malais, notamment en France dans le groupe Archipel. Pour justifier l'usage de ce mot, on avance les arguments suivants :
1. Sa signification plus appropriée pour désigner les caractéristiques d'un monde presque entièrement insulaire.
2. La plus grande ancienneté du mot.
3. Son caractère enfin indigène, qui fait référence à des sources locales.

Cela dit, les principaux arguments qu'on peut opposer à « nusantarien » sont :
- Le fait qu'il s'agit d'un mot qui ne désigne que l'archipel indonésien,
- La vision ethnocentrique : Java et les « autres ».

Le terme « malayo-polynésien » semble revenir en usage, notamment en linguistique (voir les langues malayo-polynésiennes). Quant à « austronésien », il est désormais internationalement accepté, à commencer par les autorités taïwanaises, qui organisent presque chaque année un « Austronesian Festival » dans la ville de Taitung, mais cela désigne un ensemble beaucoup plus large s'étendant dans toute la zone de l'Océan Pacifique et de l'Océan Indien à l'exception des plus grandes îles : la Nouvelle-Guinée (y compris la partie occidentale pourtant incluse dans l'ensemble nusantarien/indonésien), l'Australie, la Nouvelle-Zélande et les plus petites îles environnantes qui leur sont attachées.